# Gewerkschaften in Guinea
Die Gewerkschaften haben traditionell eine starke Stellung in Guinea und die Geschichte des Landes ist von der späten französischen Kolonialzeit bis heute eng mit den Aktivitäten von Gewerkschaften verknüpft. Auch wenn nur etwa 50.000 Beschäftigte hauptsächlich im öffentlichen und formellen Sektor der Wirtschaft heute in Guinea gewerkschaftlich organisiert sind vertreten die zwei bedeutendsten Gewerkschaften des Landes doch 75 % der im formellen Sektor arbeitenden Beschäftigten und haben vor allem im öffentlichen Dienst einen sehr hohen Organisationsgrad.
Vier nationale Gewerkschaftsbünde sind heute von Bedeutung:
- CNTG: Confédération Nationale des Travailleurs de Guinée (Konföderation der Arbeiter Guineas)
- USTG: Union Syndicaliste des Travailleurs Guinéens (Gewerkschaftsbund der Guineischen Arbeiter)
- ONSLG: Organisation Nationale des Syndicats Libres de Guinée (Nationale Organisation der freien Gewerkschaften von Guinea)
- UDTG: Union Démocratique des Travailleurs de Guinée  (Demokratische Union der Arbeiter von Guinea)

Die drei erstgenannten Verbände sind dem Internationalen Gewerkschaftsbund ITUC angeschlossen, die UDTG strebt dies an.
Bei den politischen Auseinandersetzungen um die Demokratisierung Guineas in den vergangenen Jahren traten die Dachverbände gemeinsam auf und unterzeichneten z. B. bei den Streiks, die am Beginn der Demokratisierung Guineas 2006 / 2007 standen, Vereinbarungen gemeinsam mit “Intercentrale CNTG-USTG- élargie à l’ONSLG et à l’UDTG” (frei: Gemeinsamer Dachverband CNTG-USTG – erweitert um ONSLG und UDTG).

## Geschichte der guineischen Gewerkschaften
Die Frühzeit der guineischen Gewerkschaften während der französischen Kolonialherrschaft ist eng mit der Person Sékou Tourés, des späteren langjährigen Präsidenten von Guinea verbunden. In den frühen 1940er Jahren organisierte er den ersten Streik in Französisch-Westafrika (zu dem Guinea gehörte) überhaupt und gründete 1945 die erste Gewerkschaft des Landes (für die Post- und Telekommunikationsarbeiter) als Untergliederung der kommunistischen Gewerkschaft Confédération générale du travail (CGT) des französischen Mutterlandes. Auf seine Initiative ging auch die Gründung des ersten Gewerkschaftsdachverbands Französisch-Guineas, der Union Territoriale des Syndicats de Guinée, UTSG, 1946 zurück.
Gewerkschaften schalteten sich in den 50er Jahren in die Auseinandersetzungen um die Unabhängigkeitsbestrebungen Guineas ein und führten 1953 organisiert durch Sekou Tourés erfolgreich einen Streik mit anti-kolonialer Stoßrichtung durch.
Mit der Unabhängigkeit des Landes 1956 wurde der Gewerkschaftsführer Sekou Touré Präsident des Landes und die guineische Sektion der französischen CGT benannte sich in Confédération Nationale des Travailleurs de Guinée (CNTG, Konföderation der Arbeiter Guineas) um, noch heute der mächtigste Gewerkschaftsbund des Landes.
Gewerkschaften läuteten 2007 das Ende des diktatorischen Regimes des Präsidenten Lansana Conté ein. Im Februar 2007 riefen die vier großen Gewerkschaftsbünde zu einem weitgehend befolgten Generalstreik auf, der sich innerhalb weniger Tage zu einem Volksaufstand steigerte und Conté zur Erfüllung verschiedener Forderungen der Demokratiebewegung zwang. Eine zentrale Rolle spielte dabei Rabiatou Serah Diallo, die Generalsekretärin der oben erwähnten CNTG.
Am 19. Januar 2010 wurden mit Jean-Marie Doré, Sprecher des Oppositionsbündnisses Forces Vives aus Gewerkschaften und politischen Parteien als Premierminister, und Rabiatou Serah Diallo, Generalsekretärin der CNTG als Vizepremier, zwei bekannte Vertreter der Zivilgesellschaft Guineas für die höchsten Staatsämter bestimmt.